# فيليب غرين
فيليب غرين (بالإنجليزية: Philip Green)‏ هو عالم سياسة أمريكي، ولد في 6 أكتوبر 1932.